# Ridderorden in Botswana
De Republiek Botswana, het vroegere Bechuanaland, werd in 1966 onafhankelijk van het Verenigd Koninkrijk. In de koloniale periode werden Britse ridderorden verleend. 
- Orde van Sint-Michaël en Sint-George (voor zeer hoge functionarissen)

en de
- Orde van het Britse Rijk (een veel verleende onderscheiding met zes graden)

worden ook in Bechuanaland toegekend.
Na de onafhankelijkheid stichtte de regering van Botswana een eigen ridderorde:
- De Presidentiële Orde

Er zijn ook diverse medailles, maar het is tot 2007 bij deze ene ridderorde gebleven.